# Dufayel-Insel
Die Dufayel-Insel (französisch Île Dufayel) ist eine Insel im Archipel der Südlichen Shetlandinseln. Sie liegt nahe dem Zentrum des Ezcurra-Fjords von King George Island.
Teilnehmer der Fünften Französischen Antarktisexpedition (1908–1910) unter der Leitung des Polarforschers Jean-Baptiste Charcot kartierten die Insel im Dezember 1909. Charcot benannte sie nach dem französischen Unternehmer Georges Jules Dufayel (1855–1916), der das Schiff der Forschungsreise mit Möbeln ausgestattet hatte.